# Krasny Cholm
Krasny Cholm (russisch Красный Холм) ist eine Kleinstadt in der Oblast Twer (Russland) mit 5608 Einwohnern (Stand 14. Oktober 2010).

## Geografie
Die Stadt liegt in der Mologaniederung etwa 175 Kilometer nordöstlich der Oblasthauptstadt Twer an den Flüsschen Neledina und Mogotscha im Flusssystem der Wolga.
Krasny Cholm ist Verwaltungszentrum des gleichnamigen Rajons.
Die Stadt liegt an der zwischen 1899 und 1926 errichteten Eisenbahnstrecke von Moskau–Sawjolowo–Sonkowo–Wessjegonsk (Streckenkilometer 294).

## Geschichte

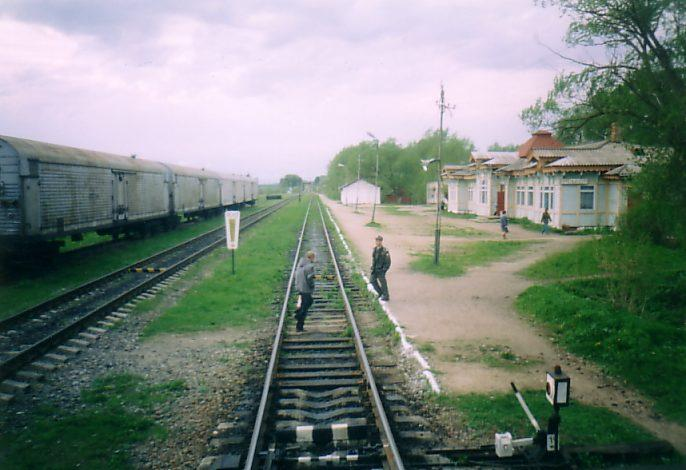
Bahnhof Krasny Cholm

Der Ort wurde erstmals 1518 als Dorf Spas na Cholmu („Erlöser[-kirche] auf dem Hügel“) urkundlich erwähnt. Bis 1764 befand sich das Dorf im Besitz des nahen Nikolaus-Antonius-Klosters. Zu Beginn des 17. Jahrhunderts wurden Dorf und Kloster von polnisch-litauischen Truppen zerstört.
1776 erhielt der Ort das Stadtrecht. Wahrscheinlich zeitgleich erfolgte die Umbenennung in Krasny Cholm („roter“ oder „schöner Hügel“).
1899 erreichte die Eisenbahnstrecke aus Richtung Sonkowo die Stadt, wodurch sie einige Bedeutung als Handelszentrum erlangte.

### Bevölkerungsentwicklung
| Jahr | Einwohner |
| ---- | --------- |
| 1897 | 2514      |
| 1939 | 6770      |
| 1959 | 6948      |
| 1970 | 7296      |
| 1979 | 7498      |
| 1989 | 7875      |
| 2002 | 6396      |
| 2010 | 5608      |

Anmerkung: Volkszählungsdaten

## Kultur und Sehenswürdigkeiten
Die Stadt besitzt ein Heimatmuseum.
Die Kirchen des nahen Nikolaus-Antonius-Klosters am Ufer der Mologa wurden in der sowjetischen Periode zerstört bzw. dem Verfall preisgegeben.

## Wirtschaft
In Krasny Cholm gibt es Betriebe der Textil-, elektrotechnischen und Lebensmittelindustrie.

## Söhne und Töchter der Stadt
- Warwara Barusdina (1862–1941), Malerin